# 주일 타이베이 경제문화대표처 요코하마 분처
주일 타이베이 경제문화대표처 요코하마 분처(중국어: 臺北駐日經濟文化代表處橫濱分處, 일본어: 台北駐日経済文化代表処横浜分処, 영어: Yokohama Branch, Taipei Economic and Cultural Representative Office in Japan)는 중화민국이 일본 가나가와현 요코하마시에 설치한 영사관급 외교 공관이다. 주일 타이베이 경제문화대표처의 분처에 해당하는 공관으로서 분처의 본부는 가나가와현 요코하마시 나카구 니혼오도리 아사히 생명 요코하마 빌딩 2층에 있다.

## 역사
1972년 9월에 일본이 중화인민공화국과 수교하면서 일본과 중화민국의 외교 관계가 단절되었으며 주요코하마 중화민국 총영사관(中華民國駐橫濱總領事館)도 폐쇄되었다. 그러나 비정부 간의 실질적인 교류 유지를 위해 폐쇄된 총영사관은 대체해 아동관계협회 도쿄판사처 요코하마분처(亞東關係協會東京辦事處橫濱分處)가 1979년 6월 9일에 설치되었다. 1992년 5월 15일 아동관계협회(현재의 대만일본관계협회)의 개명에 관한 양국간의 합의에 의해 5월 20일 현 명칭인 타이베이 주일 경제문화대표처 요코하마 분처로 개명되었다.

## 같이 보기

### 일반 주제
- 중화민국 외교부
- 주일 타이베이 경제문화대표처
- 타이베이 대표부

### 요코하마에 설치된 다른 영사관
- 주요코하마 대한민국 총영사관